# モンスターキャンディー
『モンスターキャンディー』は、おおばやしみゆきによる日本の漫画作品。『ちゃお』（小学館）にて、2004年9月号から2005年9月号まで連載された。
2022年6月26日、姫香とチャイブのその後を描いた「モンスターキャンディー その後のお話」を「ちゃおコミ」（同）にて公開。

## あらすじ
主人公・赤井姫香は、宇宙人のチャイブの食料になることにより、地球が征服されるのを阻止する。平和のための関係だったが、姫香は次第にチャイブに惹かれていく。

## 登場人物
赤井 姫香（あかい ひめか）
本作の主人公。物語開始当初は高校1年生。怪力の持ち主で、「壊し屋（クラッシャー）姫香」の異名を持つ。大食い。黄金律と呼ばれる体で、そのことがきっかけでチャイブに気に入られ、専用食料にされてしまう。このため学園の女子から疎まれる。人前でチャイブにファーストキスを奪われ、その怒りでチャイブをぶん殴り、それを見た男子は恐れ、姉御と呼ばれることになる。しかし次第にチャイブと恋仲となっていく。
チャイブ
ラキュラ星からやってきたラキュラ族。ドラキュラのような異性の人間（生き物）の血を吸うエイリアン。非常にモテる。もともとは地球征服のためにやってきたが、姫香が黄金律だということがきっかけで気に入る。
式部 良世（しきべ いよ）
昔から物の怪と戦ってきた一族の一人。チャイブを物の怪と勘違いし、祓おうとした。この騒動がきっかけで姫香と仲良くなる。見た目と心は女だが、実は男で、物の怪の呪いで長男が死ぬ可能性が高いので成人するまで女として暮らすという。
セージ
ルゥフィー星人。学園内では新条星二と名乗る。チャイブによっての食べ物の恨みで、専用食料である姫香を性転換させ男にして食すことをできなくしてしまう。チャイブが謝罪したことにより、和解する。
タイム
チャイブの兄。親によってスパルタ教育を受ける。チャイブに避けられていると思い込んでることから、チャイブに意地悪をし、姫香を誘拐する。最後は和解した。
サントリナ
チャイブの元婚約候補者。チャイブを奪われたと思い、初めは姫香を殺そうとするが失敗し、その後は姫香と体と心を入れ替える手段を選んだ。最終的には元に戻し、チャイブのことを諦める。

## 書誌情報
- おおばやしみゆき『モンスターキャンディー』小学館〈ちゃおコミックス〉、全2巻
  1. 2005年3月1日発売[2]、ISBN 4-09-138372-6
  2. 2005年10月31日発売[3]、ISBN 4-09-138373-4